# 本塔乡
本塔乡，是中华人民共和国西藏自治区那曲市巴青县下辖的一个乡镇级行政单位。

## 行政区划
本塔乡下辖以下地区：
察岗卡村、改莫囊村、改莫达村、曲格囊村、曲仲村、色木村、延莫村、其康瓦玛村、玛琼村和米相松多村。